# تمنين التحتا

## تعرّف على تمنين التحتا

### معلومات عامة عن البلدة
تقع بلدة تمنين التحتا وسط سهل البقاع عند بوابة محافظة بعلبك ـ الهرمل الجنوبية الغربية، وهي أول بلدة في قضاء بعلبك. 
تبعد عن مركز المحافظة في زحلة 10 كلم وعن مدينة بعلبك 20 كلم. يحدّها شمالاً بدنايل وقصرنبا، وغرباً تمنين الفوقا ونيحا والنبي أيلا، وجنوباً رياق وحوش حالا، وشرقاً علي النهري وحوش الغنم. 
وتصل قرى غربي الليطاني من شمسطار وشمالها مروراً ببيت شاما وبدنايل وقصرنبا وتمنين الفوقا بشرقه من رياق وعلي النهري ورعيت وباقي القرى.تبعد تمنين التحتا عن العاصمة بيروت 55 كلم وترتفع عن سطح البحر 950- 1000 م. 
مناخها العام داخلي بارد شتاءً وحار صيفاً مع الاعتدال الدائم، نسبة المتساقطات تتراوح بين 550 ملم و750 ملم وتنعم شتاءً بتساقط الثلوج الذي يضفي جواً يخرج الناس عن الروتين ويعطي حيوية مميزة كما في كل المناطق التي تشهد الثوب الأبيض شتاءً....

### ميزات البلدة
1- تمتاز هذه البلدة بأرضها الزراعية المميّزة، حيث تزرع بالفواكه، خاصة العنب على أنواعه والتفاح والكرز والزيتون، وبالخضار من بطاطا وبصل وثوم، وزراعات شتوية خصوصاً القمح. وفيها زراعة واعدة بالأرضي شوكة.
2- كثرة العيون: حيث تتوزع عيون المياه على أراضيها كافة، ومن خارج أراضيها، مثل «جب الحبش» الذي ينبع في تمنين الفوقا. 
ومن هذه العيون: عين الشريف، عين عكر(الحاووز حالياً)، عين الدير، عين الدردارة، عين العبد، عين بادينا، عين الوردة، عين الكوخ، عين أبو ياسين، عين البورة، وعيون عديدة صغيرة، والكثير من العيون التي كان أبناء البلدة يمدّون لها الأقنية إلى المنازل منذ خمسينات القرن الماضي.
3- الموقع وسط السهل الذي جعلها مقصداً لكل المارة في سهل البقاع واجتذاب السكان إليها.

### أصل تسمية تمنين التحتا
تناول العديد مصدر التسمية وفي الغالب هي تحليل ومنها:
- في السريانية :مشتقة من«تل الثوم» وحيث تكثر فيها زراعة الثوم.
- الاشتقاق من ايتمانوس: الملكة التي كانت تقطن المنطقة والمحفور رسمها على صخرة في جب الحبش النبع المشهور في تمنين الفوقا حيث هناك اثار رومانية قائمة وهذه الملكة تستخدمه للاستحمام.
- بلدة الثمانين: الذين كانوا مع نبي الله نوح (ع) حيث يتواجد مقامات قريبة للنبي آدم ونوح وشيث...
- إنها اشتقت من الثمن...
- والأخير قد تكون مصدراً لمنّن – يمنن – تمنيناً... وبحيث ان هذه الأرض الخصبة والطيبة وغناها بالمياه تمنّن كل من هو على سطحها...

### المجلس البلدي

#### المجلس البلدي الأول
تأسس أول مجلس بلدي في بلدة تمنين التحتاعام 1964 وكان يضم سبعة أعضاء وهم رئيس المجلس البلدي السيد حسين علي السيد قاسم ونائب رئيس المجلس البلدي السيد احمد محمد عرار والأعضاء
السيد عوض حسين مرتضى والحاج إبراهيم إسماعيل نصار والحاج ملحم إبراهيم ريا والحاج حسين سليم عواضة والحاج محمد علي الخطيب حيث استمر هذا المجلس من تاريخ انتخابه حتى أوائل السبعينات.
رغم ما واكب هذا المجلس من مشاكل وخلافات إلا أنه استمر حتى أوائل السبعينات، ومارس هذا المجلس دوره الإداري والإنمائي والرعائي واهتم بالوضع العام في البلدة حيث قام بتأهيل الطرقات وتعبيدها وإنشاء قنوات الري وجر مياه العيون لري الأراضي وتشجير الطرقات وتسوير المرافق ورعاية الأنشطة في البلدة مع أنها كانت محدودة. 
وبشكل عام فإن هذا المجلس ـ رغم الظروف التي كانت سائدة ـ قام بدوره ضمن الإمكانيات والقدرات المتاحة. وكان الأمل بدور أفضل وخصوصاً بتخصيص الأملاك العامة في حينه والتأسيس لبناء المجلس البلدي علماً انه قام بدور فعال في تخصيص أرض للمدرسة الرسمية حيث أشيد البناء المدرسي على تلك الأرض.

#### المجلس البلدي الثاني
انتخب المجلس البلدي الثاني يوم الأحد في 14 حزيران من العام 1998 واستمر ست سنوات حتى العام 2004
ويضم الأعضاء:
مهدي عبد الله مرتضى : رئيس المجلس البلدي
احمد علي ريا: نائب رئيس المجلس البلدي
إبراهيم محمد نصار: عضواً
أحمد سعدون ياسين: عضواً
محمد علي مرتضى: عضواً
محمد حسين عرار : عضواً
حسين إبراهيم سمعان: عضواً   
مرتضى محمد مرتضى: عضواً
عباس إبراهيم حاطوم: عضواً  
رضا محمد الخطيب: عضواً
مهدي محمد الخطيب: عضواً
حسن مصطفى ضامن: عضواً
علي محمد السيد قاسم: عضواً   (محمد علام)
نصار حسن نصار: عضواً

#### المجلس البلدي الثالث
انتخب المجلس البلدي الثالث يوم الأحد في 9 أيار عام 2004 واستمر ست سنوات حتى العام 2010، ويضم
الأعضاء:
مهدي عبد الله مرتضى: رئيس المجلس البلدي
مهدي محمد الخطيب: نائب رئيس المجلس البلدي
إبراهيم محمد نصار: عضواً
إسماعيل نور الدين مرتضى: عضواً
مصطفى علي مرتضى: عضواً
حسن يوسف مرتضى: عضواً
علي قاسم ياسين: عضواً
محسن حسن قاسم: عضواً
فواز إسماعيل الخطيب: عضواً
عباس إبراهيم حاطوم: عضواً
حسن مصطفى ضامن: عضواً
مصطفى حسين سمعان : عضواً
محمد حسين عرار: عضواً
أحمد علي ريا: عضواً
محمد عباس السيد قاسم: عضواً

#### المجلس البلدي الرابع والحالي
بدأت ولايته من العام 2010 وكان مقرراً انتخابه يوم الأحد 9 أيار 2010 ولكنه فاز بالتزكية، وتستمر ولايته
حتى العام 2016، ويضم الأعضاء:
مهدي مرتضى : رئيساً
محمد عرار: نائباً للـــرئــيس
وفيق حسين سمعان: عضواً
إبراهيم محمد نصار: عضواً
علي محمد الخطيب: عضواً
علي احمد مرتضى: عضواً
محمود هادي مرتضى: عضواً
وسام السيد قاسم: عضواً
علي يعقوب: عضواً
عباس إبراهيم حاطوم: عضواً
محمد ياسين: عضواً
محمد أحمد ريا: عضواً
احمد حسين الخطيب: عضواً
عباس علي مرتضى: عضواً
مسعود الحلاني: عضواً

### إنجازات البلدية
الإنجازات في مجال المواصلات ـ الطرق والبنى التحتية:
- صيانة وتزفيت كافة طرقات البلدة.
- تأهيل وإنشاء ثلاثة جسور مع توسيعها.
- توسيع بعض الطرقات الداخلية بين الأحياء.
- توسيع المداخل للبلدة.
- دراسة- تخطيط (تنظيم وتجميل مداخل البلدة).
- إنشاء شبكة أقنية لتصريف مياه الشتاء للجزء الأكبر من أحياء البلدة.
- إنشاء شبكة إنارة عامة تشمل كافة أحياء البلدة.
- إنشاء حوائط دعم لمجرى الماء الشتوي وسط البلدة غطت الجزء الأكبر منه والعمل مستمر على استكمال الجزء الباقي.
- استكمال شبكة الصرف الصحي بحيث أصبحت تغطي أحياء البلدة كافة.
- بعد إنشاء شبكة جديدة لمياه الشفة من قبل الدولة جرى تأمين مصدر لمياه الشفة بحيث يغذي كافة أحياء البلدة.
- طرقات السهل الزراعية تمّ فلشها بالديفينول بحيث يسهل الوصول إلى السهل طيلة أيام السنة.
- العمل على تخطيط الطريق الزراعية من الطريق العام قرب محلات الدكتور عرار حتى تل الشريف وربطه عبر مقطع عين بدينا حتى الطريق الزراعية في شرقي السهل بحيث تخدم القسم الأكبر من السهل، حيث سيصار إلى تأمين أقنية وعبارات وجسر على الليطاني وتعبيد الطريق وبدء العمل به قريباً... بحيث يخدم عدداً كبيراً من المزارعين. ويبلغ طولها حوالي 5 كلم.
- تخطيط طرق في المنطقة المقفلة واستصدار مرسوم بها في منطقة قرقموشة، وطية الخابية، وحقلة البيدر وهي منطقة سكنية لا طرقات لها، وتبلغ مساحتها حوالي 1000 دونم متصلة بالمنطقة السكنية
ومحيطة بها. وعدد هذه الطرقات 18 طريق سوف تبدأ البلدية بتنفيذها....
- وصل طريق علي النهري القديمة عبر جسر على مجرى الليطاني شرقاً بجزئه الغربي بحيث يسهل المرور من البلدة والبلدات المجاورة إلى جامعة LIU والقرى والمؤسسات شرقي نهر الليطاني.
- العمل على تأهيل طريق بعلبك القديمة والتي تمر وسط البلدة عبر سهلها وسهل تمنين الفوقا وقصرنبا وبدنايل حتى حوش الرافقة مما يحل مشكلة المواصلات وخصوصاً للمزارعين... بحيث يبلغ طولها حوالي 7 كلم....
- إنشاء حديقة النصر والتحرير حيث تم افتتاحها بالذكرى الثالثة للتحرير في 25أيار عام 2003 وسط البلدة على مساحة 2500 متر مربّع، تحوي عدداً من الأشجار المتنوعة والممرات الصخرية وأنواع متعددة من شتول الورد ونافورة المياه التي تتوسطها.
- منشية الرضوان عند المدخل الشرقي الرئيسي للبلدة وعلى مسافة 500 م وتضم مساحات من القطع المختلفة من الأشجار والورود وممرات مرصوفة لمن يرغب برياضة المشي....مع مناظر ونوافير للمياه....

#### الإنجازات في المجال التربوي
واكب المجلس البلدي ومنذ العام 1998 العمل التربوي والمؤسسات التربوية في البلدة، حيث أنه بالإضافة إلى المتابعة الدائمة والمستمرة والمساعدة على حل المشكلات التي تعترض سبيل هذه المؤسسات، قام
المجلس البلدي بلعب دور في تحفيز الطلاب وتكريم الناجحين في الامتحانات الرسمية وتأمين كافة السبل والوسائل التي تدفع العمل التربوي قدماً في طريق النجاح.
وأهم هذه المشاكل هي معاناة المدرسة الرسمية والابتدائية والمتوسطة من الدوامين صباحاً ومساءً من العام 1978 حتى العام 2001، حيث قام المجلس البلدي، بمساعدة مجلس الأهل في المدرستين ونواب
المنطقة، بإشادة بناء جديد يحتوي ملعباً شتوياً بمساحة 500 متر مربّع وطابقين كل منهما يحتوي على ثماني غرف بحيث تم إلغاء نظام الدوامين، وهذا ما يريح العملية التعليمية والإدارة والمعلمين.
أما ثانوية تمنين التحتا الرسمية والتي أنشئت في العام 2001 فقد واكبها المجلس البلدي، وقدم لها الاحتياجات الممكنة كافة، بحيث استطاعت أن تعطي أفضل النتائج على مستوى المنطقة ولبنان. ويعمل
المجلس البلدي على تأمين قطعة أرض لبناء صرح للثانوية مما يمنحها المزيد من فرص النجاح والعطاء.

#### الإنجازات في المجال الصحي
أعطى المجلس البلدي ومنذ العام 1998 الأهمية لهذا الجانب المهم في حياة المواطنين، فكان ساهراّ على صحتهم ونظافة بيئتهم ومعالجة المشاكل التي تؤثر سلباً عليهم، فمن المتابعة اليومية والدائمة إلى رش
المبيدات والأدوية اللازمة لحاويات النفايات والمسارب المائية والأشجار، إلى العناية الصحية وخصوصاً أطفال المدارس والكشف الدوري على الجميع، مع برنامج صحي لتناول الغذاء والحفاظ على الأسنان
والنظافة.....إلى القيام بيوم صحي يشمل الحالات حيث بلغت عدد الحالات 700 حالة.
- تأمين مصدر لمياه الشفة.

#### الإنجازات في المجال البيئي
بالإضافة إلى إنشاء الحدائق العامة وتشجير جوانب الطرقات وتجميل المداخل واستكمال ذلك في المستقبل يعنى المجلس البلدي عناية بتحسين البيئة والحفاظ عليها وأهمها استبدال الأماكن التي كانت ترمى
فيها الردميات والأوساخ عند مدخل البلدة إلى منشية جميلة في تقسيمها وأشجارها وقريباً بورودها ونباتها.العمل على المحافظة على نظافة البلدة بحيث يتم جمع النفايات ونتمنى الانتهاء من معمل فرز النفايات
لنتخلص من هذه النفايات وبالطرق السليمة والتي تزيد من حماية الصحة العامة وسلامة البيئة.وتبقى مشكلة المشاكل هي مصبات مجاري الصرف الصحي في مجرى الليطاني والذي يمر وسط سهل البلدة
ولمسافة تزيد عن 5 كلم مما يترك آثاراً سيئة جداً على الصحة العامة والبيئة، ومما يشكل خطراً حقيقياً على الناس، وخصوصاً على المياه الجوفية. هناك وعود بالعمل على حلّ هذه المشكلة بإنشاء محطة
تكرير للتخلص من هذه المشكلة، ونأمل الإسراع في حلّها، لأن هذا المجرى والذي يضم مصبات عدد كبير من القرى أصبح مبعثاً للتلوث وعلى الأصعدة كافة.

### الخطط والمشاريع طويلة الأمد

#### مخطط الطرق
يتم العمل على فتح واستحداث طرق في المناطق المقفلة والتي تعتبر سكانية، حيث بدأ المجلس البلدي منذ عام 1998 وضع خطة لشبكة من مشاريع الطرق لمساحة واسعة من الأراضي التي لا طرق لها، وهي مفرزة وبمساحات صغيرة ومعدة للسكن. 
وأنجز الجزء الأكبر من هذه الدراسة حيث صدرت مراسيم الاستملاك، وحالياً يعمل المجلس البلدي على المرحلة النهائية حيث سيتم في العام الحالي 2012 دفع مبلغ 359.000.000 ل.ل تعويضات استملاك لشق شارع بطول 1000 م وعرض 10 م، والعمل جارٍ على إستكمال بقية المشروع.

#### المبنى البلدي
قام المجلس البلدي بوضع خطة لإنشاء مبنى بلدي يليق بالبلدة، حيث تم في العام 2005 شراء قطعة أرض وسط البلدة مساحتها 2600 متر مربع ثم أُنجزت دراسة لبناء البلدية، وفي العام 2009 أنجز المجلس البلدي المرحلة الأولى من هذا البناء بمساحة 450 متراً مربعاً من ثلاث طبقات، ويحتوي على قاعة تتسع لـ 400 شخص، ومكتبة عامة بمساحة 150 م متراً مربعاً، وطابق أرضي وشمل أماكن للخدمات العامة التي تحتاجها البلدة، والطابق الأول ويضم المجلس البلدي.
وفي العام 2011 جرى استكمال المرحلة الثانية وقريباً جداً يصبح جاهزاً لاستخدامه في المجالات التي أُنشئ من أجلها.

#### جسران على الليطاني
إنشاء جسرين على نهر الليطاني لتخفيف الأعباء عن المواطنين والمزارعين وتسهيل المواصلات. 
الجسر الأول على مخاضة علي النهري سوف يبدأ العمل بإنشائه عندما تسمح العوامل الطبيعية بذلك، والجسر الثاني أيضاً يعمل على استكمال ملفه ليصار إلى إنشائه على مخاضة عين بادينا.

### مواقع خارجية
- موقع بلديات لبنان الإلكتروني - موقع بلديات لبنان الإلكتروني.
- موقع بلدية تمنين التحتا الإلكتروني - موقع بلدية تمنين التحتا الإلكتروني.